# Liverpool Lime Street vasútállomás
Liverpool Lime Street vasútállomás egy vasúti fejpályaudvar Liverpoolban (Anglia). Egyike Anglia legrégebbi vasútállomásainak.

## Vasútvonalak
Az állomást az alábbi vasútvonalak érintik:
- West Coast Main Line
- Liverpool to Wigan Line
- Liverpool to Manchester Line via Chat Moss

## Kapcsolódó állomások
A vasútállomáshoz az alábbi állomások vannak a legközelebb:
- Edge Hill railway station (Liverpool to Wigan Line, Weaver Junction–Liverpool line)
- Moorfields railway station
- Liverpool Central railway station

## Képgaléria

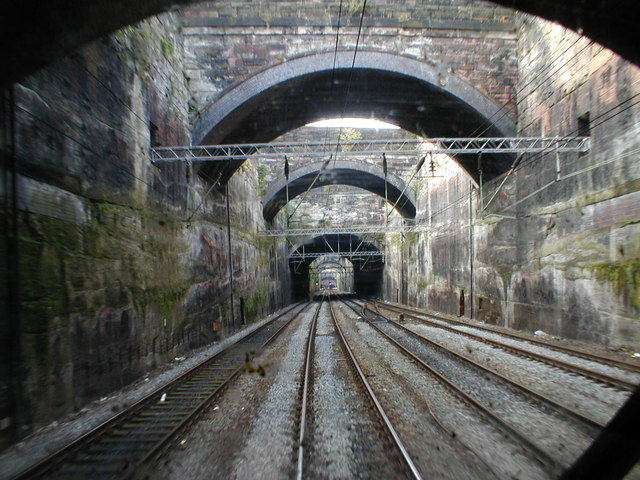
Az állomásra vezető vágányok
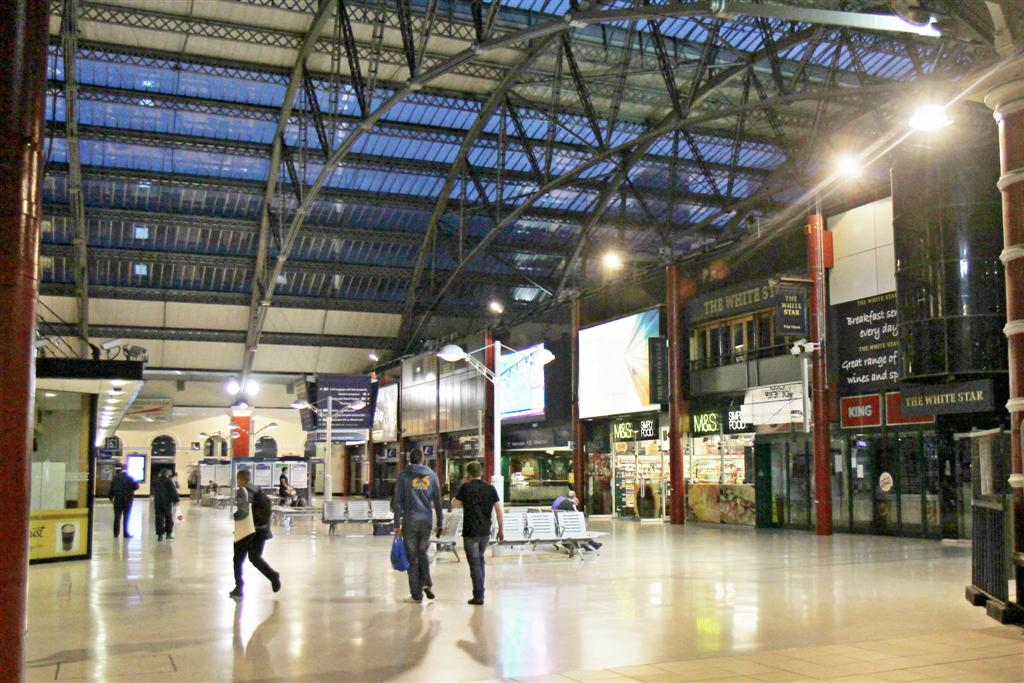
A váróterem
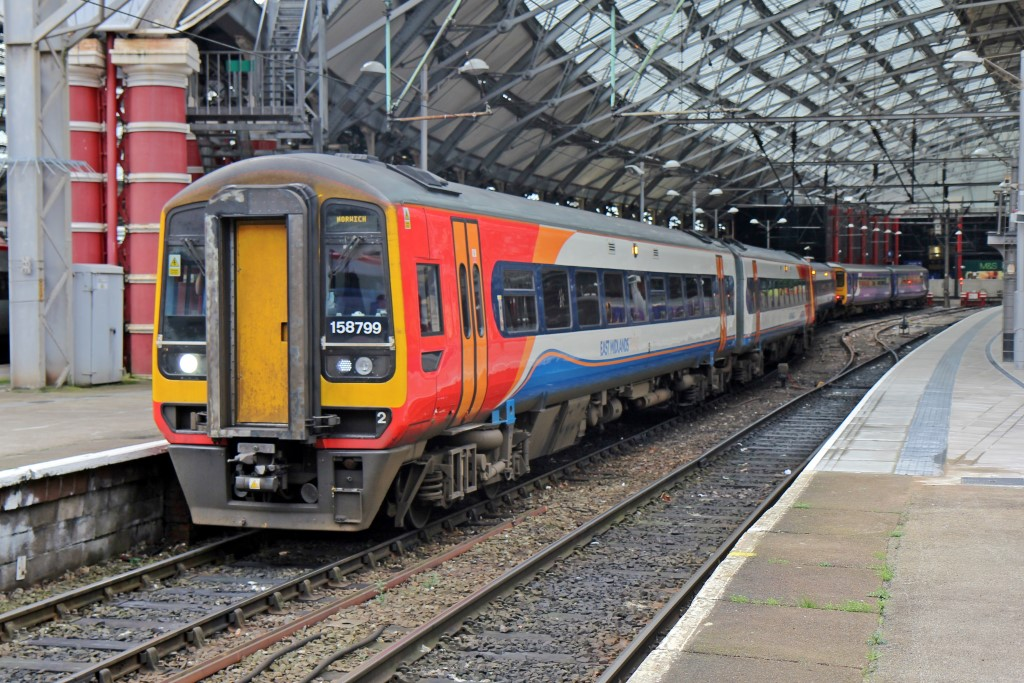
Az East Midlands szerelvénye
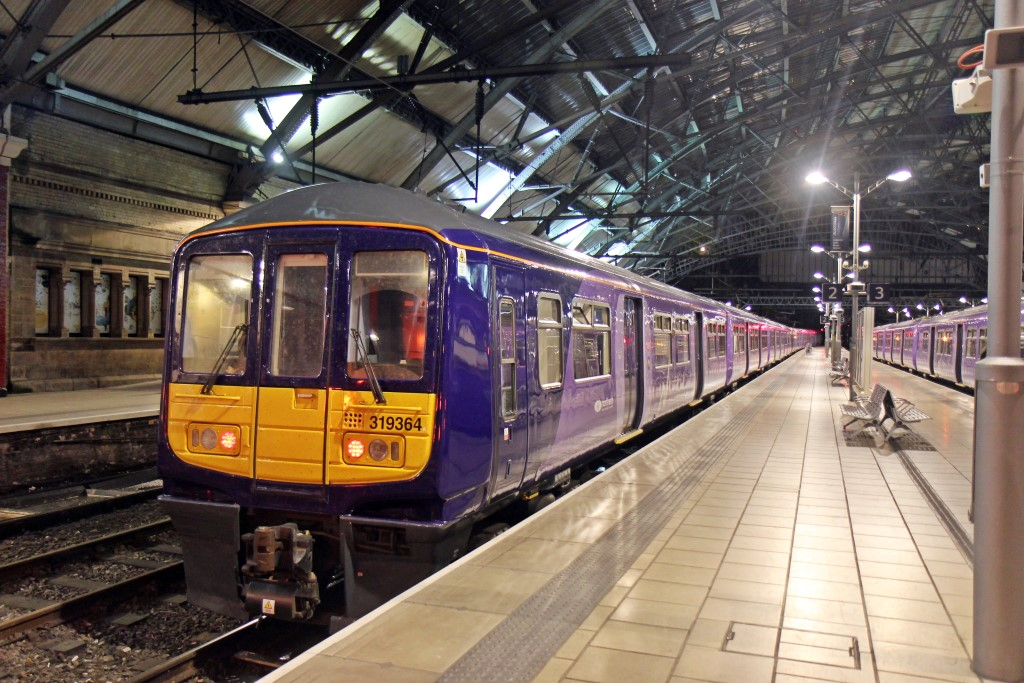
A Northern szerelvénye
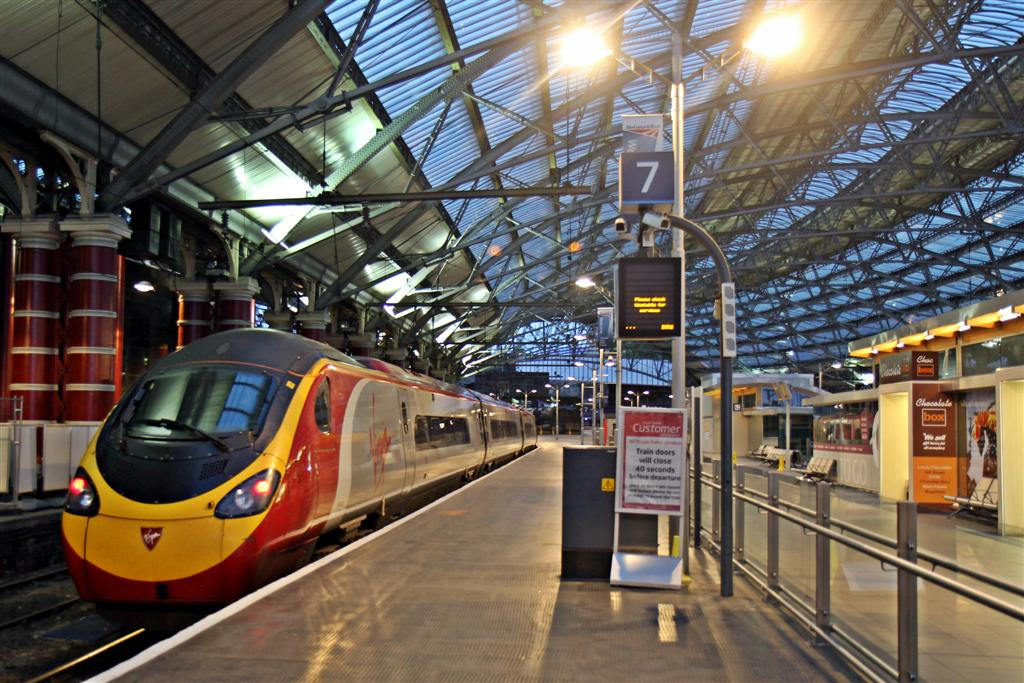
A Virgin Trains Pendolino vonata